# Marat Tasmaganbetow
Marat Imanbajuły Tasmaganbetow (kaz. Марат Иманбайұлы Тасмағанбетов, ur. 20 sierpnia 1971 we wsi Andriejewka w rejonie ruzajewskim w obwodzie kokczetawskim) – kazachstański polityk.

## Życiorys
Początkowo pracował jako robotnik w sowchozie, później studiował w Kokczetawskim Instytucie Rolniczym, który ukończył w 1994, po czym został agronomem. Od 1998 pracował na kierowniczych stanowiskach w przedsiębiorstwach rolniczych, w 2002 ukończył Ałmaacki Instytut Ekonomii i Statystyki, po czym został ekonomistą. Od 20 października 2006 do października 2014 był akimem rejonu im. Musrepowa w obwodzie północnokazachstańskim, od 11 października 2014 do 22 marca 2019 akimem Pietropawłowska, a 22 marca 2019 został I zastępcą akima obwodu północnokazachstańskiego. W 2007 został odznaczony Orderem Kurmet, a w 2011 Orderem Parasat.